# Carnaval d'Oiartzun

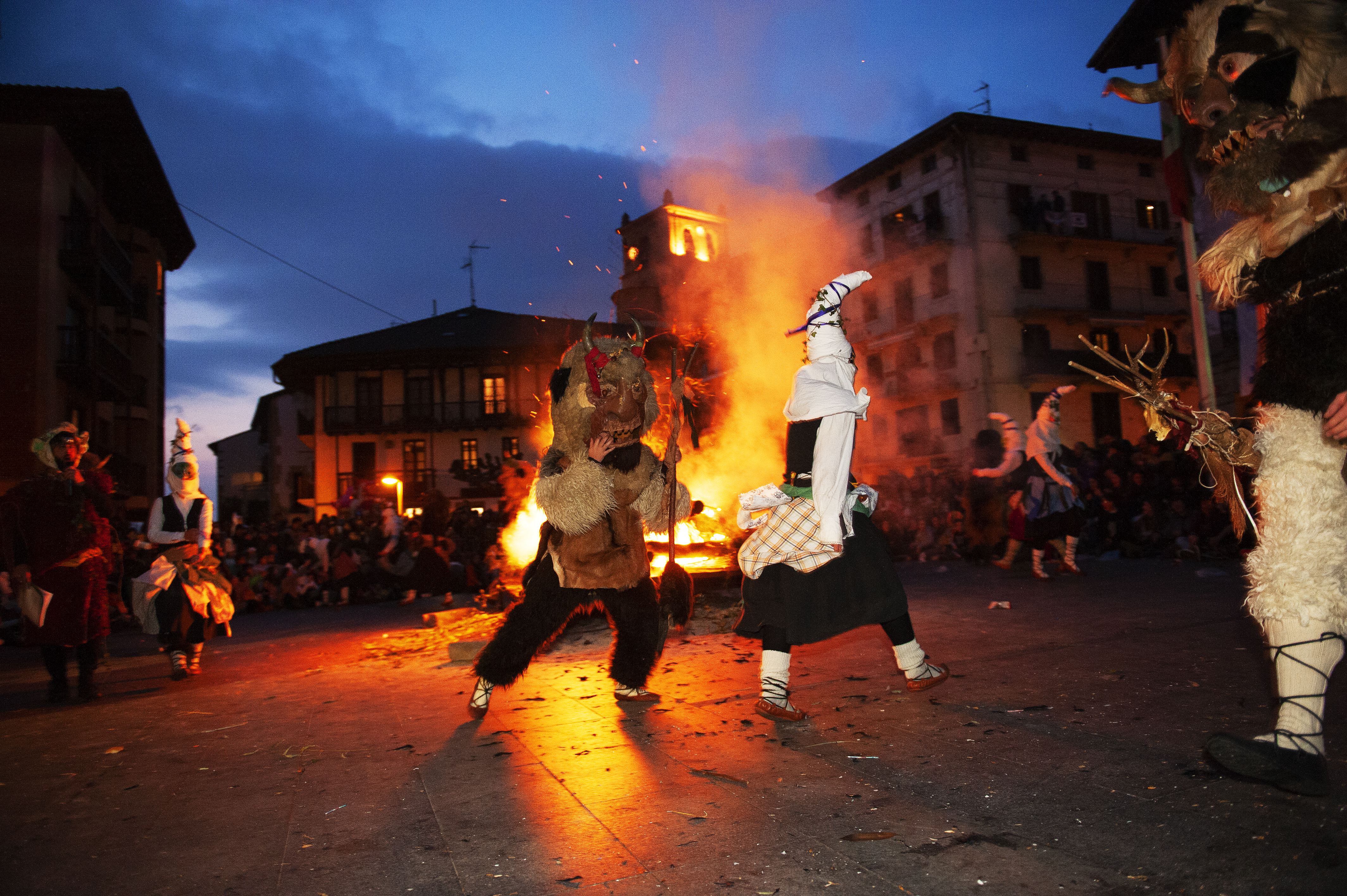
Carnaval d'Oiartzun.

Le carnaval d'Oiartzun (Oiartzungo Ihotik en basque) est un carnaval basque célébré à Oiartzun douze jours avant le mercredi des Cendres.
Ce carnaval commence le vendredi, et ce pour 3 jours, avec pour point d'orgue l'Intxixuen etorrera (l'arrivée des Intxitxuak), personnage de la mythologie basque. Les Intxitxuak, Sorginak (sorcières) et Basandereak (hommes sauvages) descendent à partir de la grotte de Kataxulo située dans les anciennes mines d'Arditurri, dans le parc d'Aiako Harria, et ce jusqu'à la place de la mairie d'Oiartzun en soirée.

## Contexte historique
Les carnavals du Guipuscoa, avec l'interdiction dont ils ont souffert après la guerre civile en 1936 ne sont plus fêtés à l'exception de quelques villes qui les ont gardées sous le couvert de la Fête du Printemps. Même si les autres villes les ont abandonné, les anciens n'ont pas oublié les vieilles traditions. Avec la levée des interdictions, la plupart des villes retrouvent leurs fêtes ; certaines à caractère urbain avec défilés, chars allégoriques et costumes et d'autres plus ancrés dans ce que l'on appelle le carnaval rural et associés à des danses traditionnelles et autres traditions.

## Renaissance du carnaval
La tradition carnavalesque d'Oiartzun est antérieure à la guerre d'Espagne et à la fin des années 1980 sa renaissance resurgis après de nombreuses années d'absence. À partir de ce que disaient les anciens du village, on savait, entre autres choses, qu'on appelait ici le carnaval « Iyotiak », qu'il avait une mélodie spéciale : « iyote-baltsa » et qu'on y pratiquait le puska biltzea (littéralement « le ramassage de morceaux) qui consiste à faire la quête de victuailles de porte en porte, tout en chantant et dansant avec des costumes traditionnels basques, pour remercier les villageois de leur générosité.

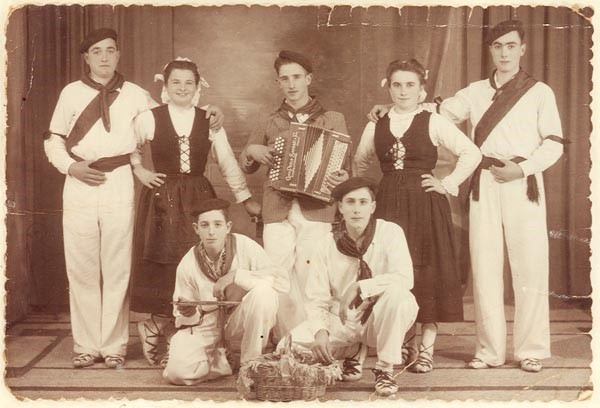
Ancienne kuestazioa (ceux qui font le puska biltzea).

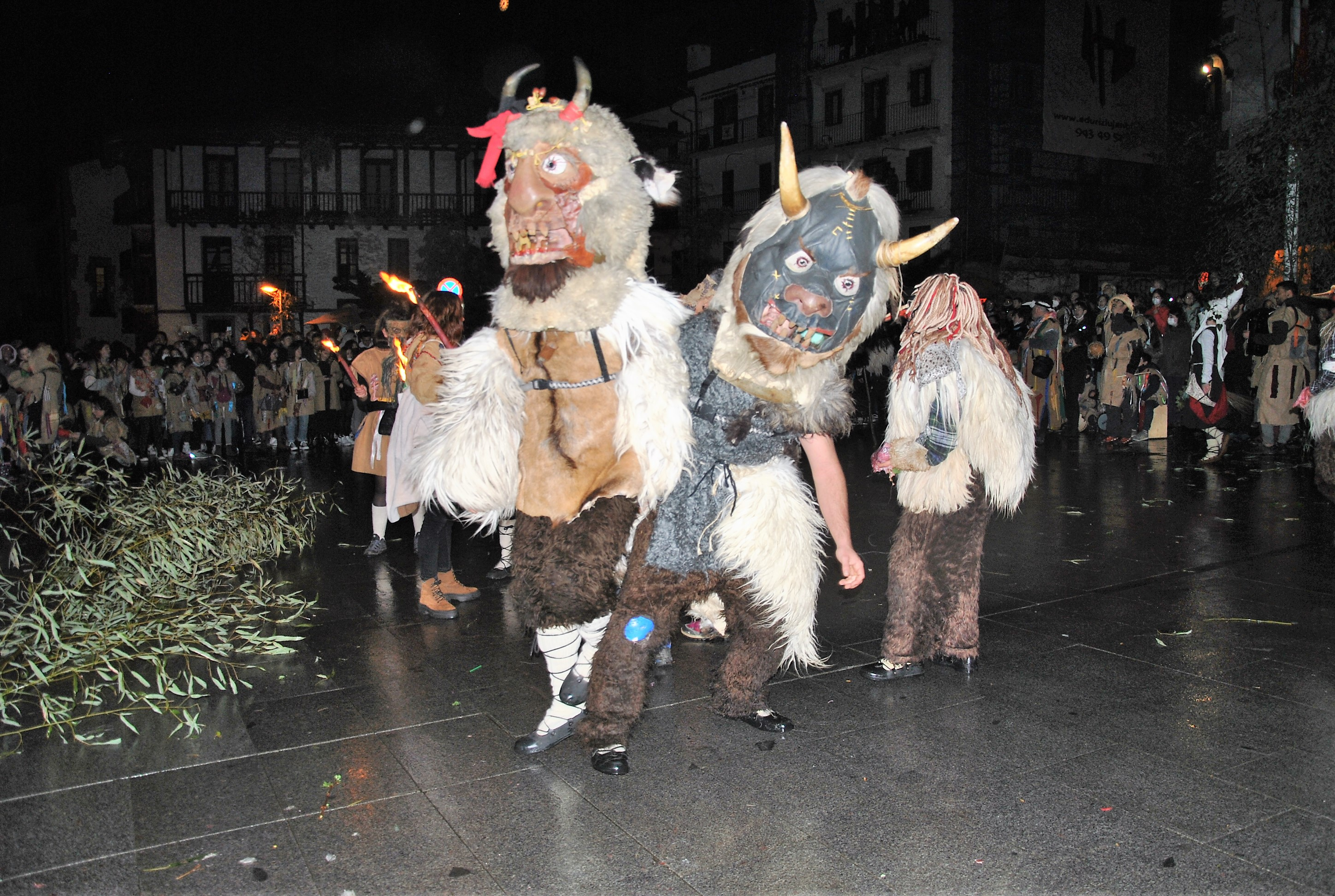
Intxitxuak.

En 1989, un groupe de gens du quartier d'Ugaldetxo relance le festival, et la coutume se répand parmi les citoyens des huit autres quartiers. En 1990, ce sont des jeunes de la ville qui organisent le carnaval. Depuis, il se transforme d'année en année, et s'est solidement ancré dans la ville. Ces dernières années, outre les Intxitxuak, les Sorginak, les Basandereak et le suzko Akerra (le bouc de feu) sont également devenus des personnages populaires.

## Personnages du festival
Différents personnages composent le carnaval. Les plus importants sont :
Intxixua, Basandria, Sorgina, Ote-gizona, Zomorroa, Zomorrozinko, Poxpolin et artzainak et Suzko akerra.
Quant aux Intxisuak, afin de les conceptualiser, les récits et autres légendes ont servi de références. Comme l'a souligné Barandiaran, ils sont représentés comme des monstres grands et puissants à la peau brune, avec une barbe et un corps poilu, comprenant des éléments de base tels que le cuir, des crochets en bois et de la laine. Les 8 têtes d'Intxisu que nous connaissons aujourd'hui sont apparues pour la première fois en 1991 sur la place de la ville, représentant chacune leur quartier. 

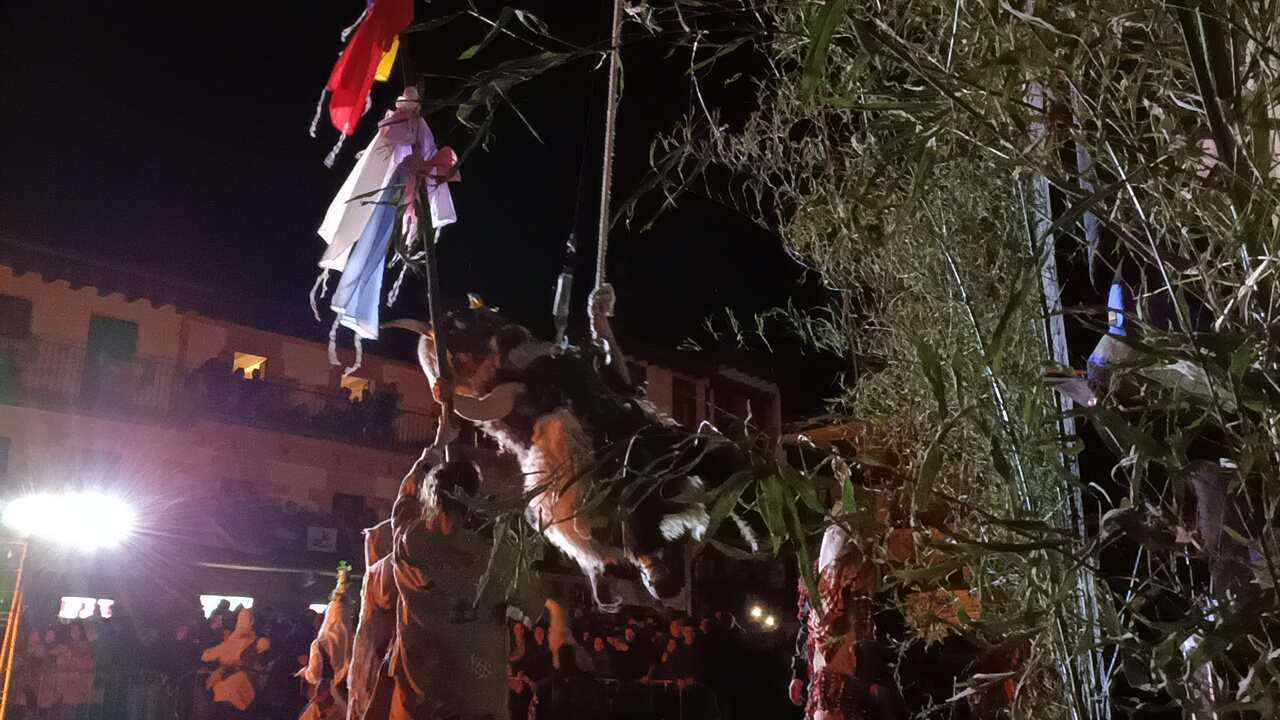
Les Intxixuak prennent la mairie d'assaut

Le personnage le plus important du carnaval d'Oiartzun est sans aucun doute Intxixua, qui a une importance particulière dans la mythologie basque d'Oiartzun. Son origine, sa nature et son apparence ne sont pas du tout claires et c'est un sujet qui a été abordé maintes fois. La même chose s'est produite avec les nouveaux personnages ajoutés.

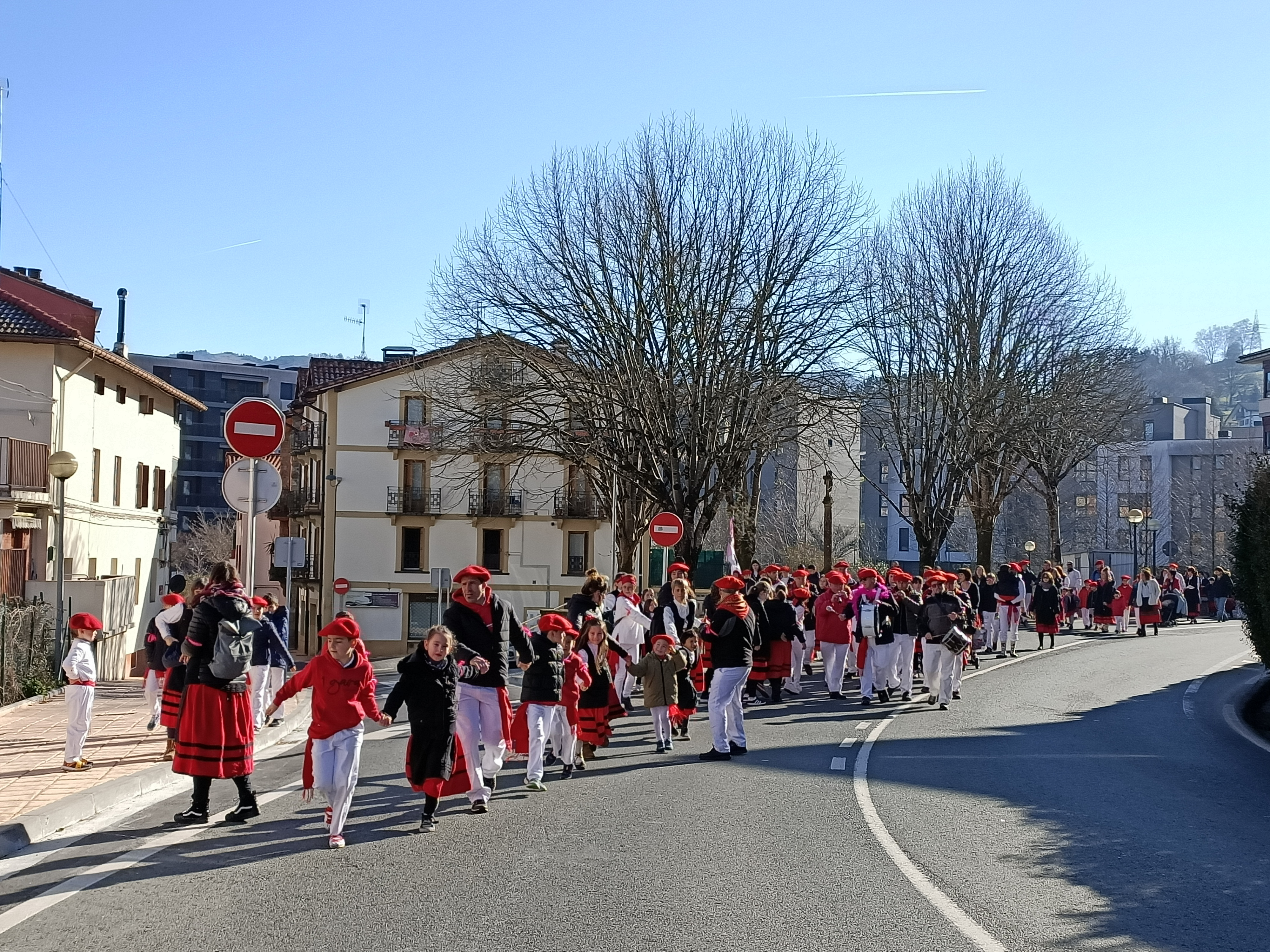
Cortège du quartier d'Altzibar

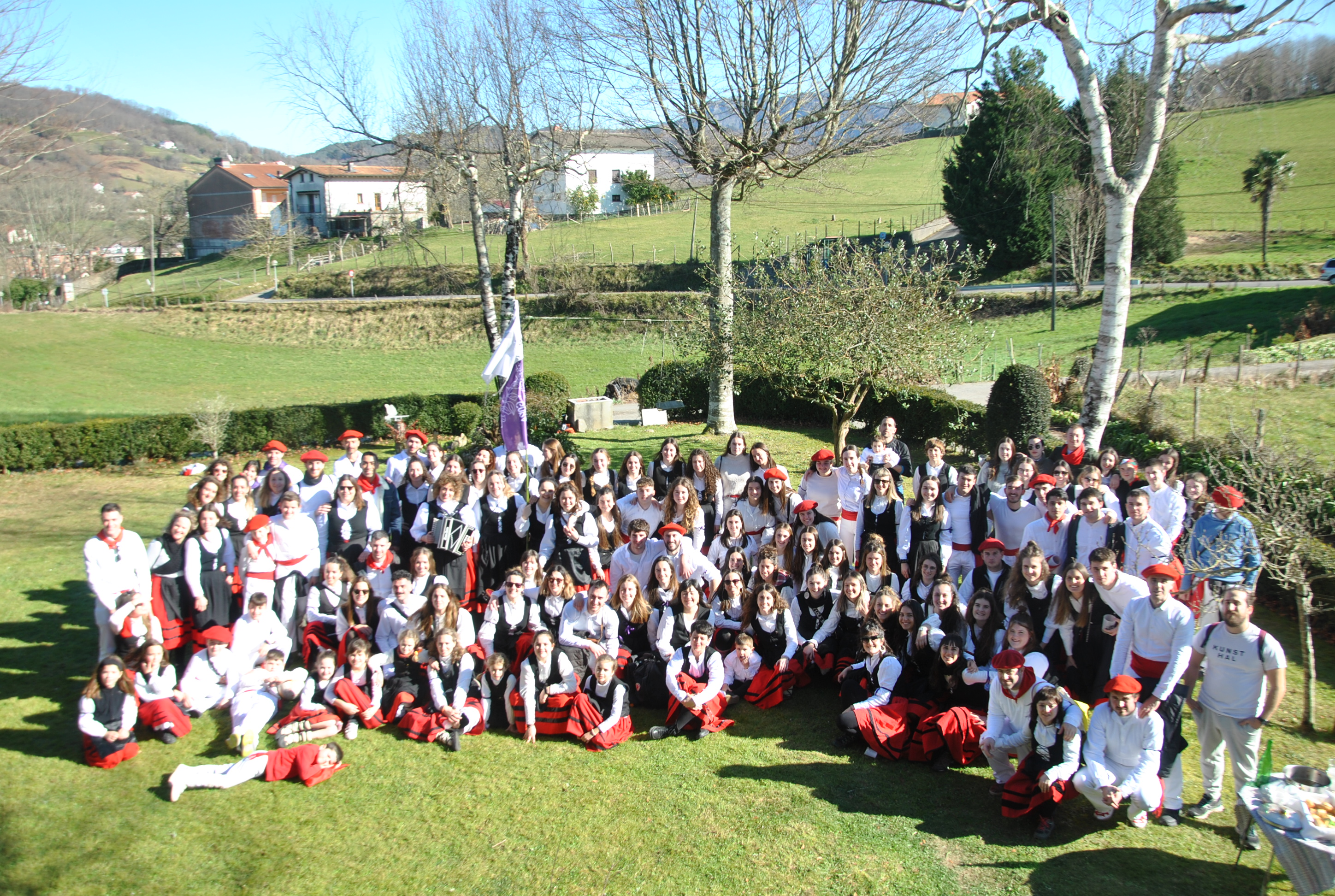
Groupe du quartier d'Ugaldetxo

Chaque quartier a donné un nom à son intxixua, son basandrea et sa sorgina, et s'est donné une couleur à son zapia (foulard) afin de se distinguer lors du rassemblement en ville :
| Nom du quartier | Couleur du foulard | Nom d'Intxixua | Nom du Basandrea | Nom de la Sorgina |
| Gurutze         | Vert               | Zirri-Mirri    | Markelain        | Anderregi         |
| Ergoien         | Lila               | Zirpi-Zibi     | Egieder          | Aristiburu        |
| Altzibar        | Rose               | Zirbi-Zarba    | Altamira         | Urzelai           |
| Karrika         | Rouge              | Zirri-Beltz    | Arritxuri        | Arlepo            |
| Iturriotz       | Bleu clair         | Zirri-Latz     | Munandi          | Anerre            |
| Ugaldetxo       | Mauve              | Zirri-Zahar    | Arain            | Irantzi           |
| Arragoa         | Jaune              | Kurri-Kurri    | Miakatz          | Goikoeskola       |
| Elizalde        | Blanc              | Zirri-Gor      | Urka             | Learre            |

## Diffusion du programme

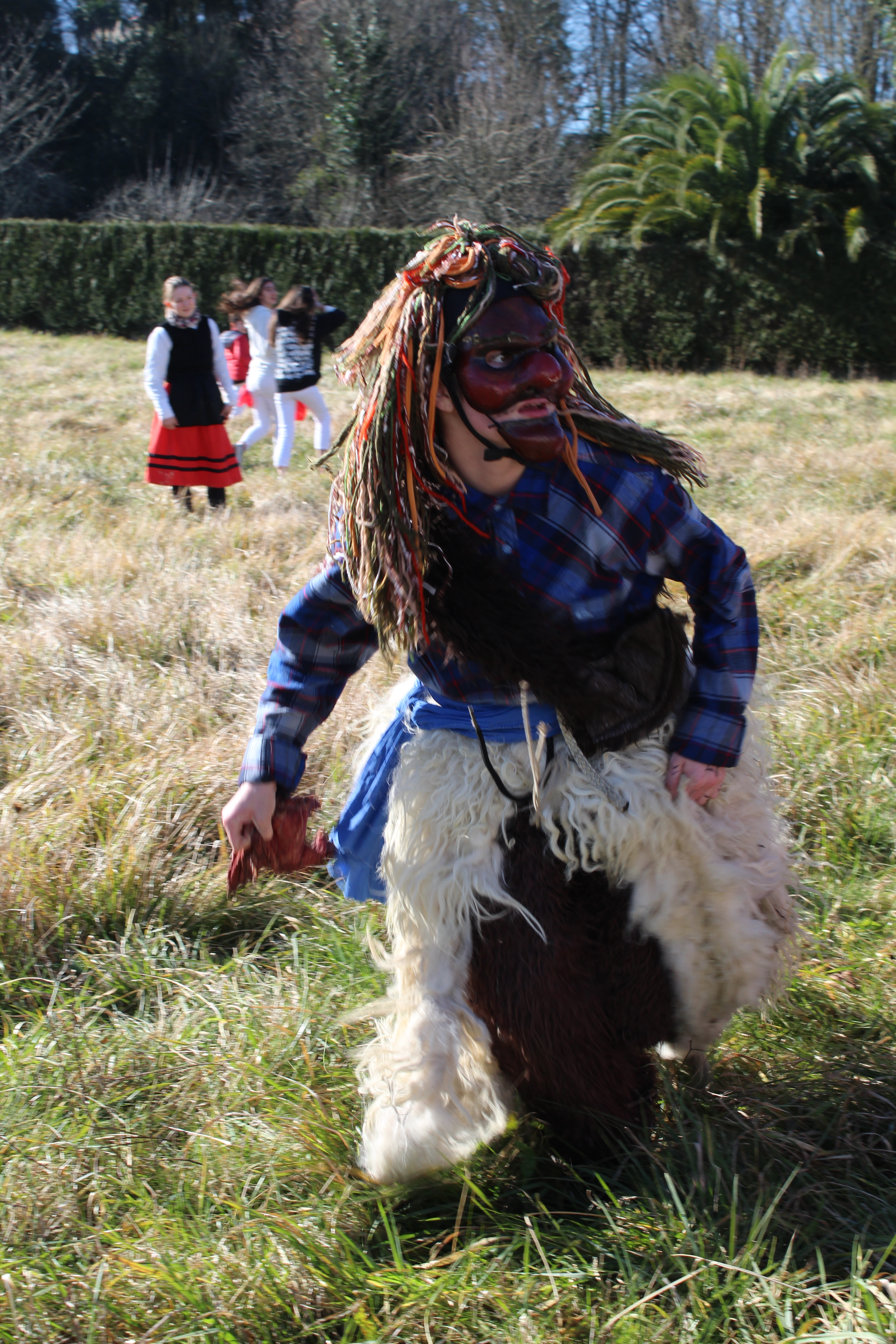
Basandrea

Le vendredi après midi, à la suite d'une détonation, les festivités commencent officiellement. Un chocolat est servi sur la place Doneztebe. Un feu est allumé au milieu de la place de la mairie et les gens investissent la place. Au balcon de la mairie, on accroche le drapeau officiel représentant chaque quartier. Vers 19h, il y a Azeri dantza (la danse du renard) et Sorgin dantza (la danse des sorcières). Une demi heure plus tard arrivent les Intxixuak, Basandreak et Sorginak dans la place. C'est le moment le plus important du carnaval. Ensuite, pour le reste de la soirée, les gens font le poteo, c'est-à-dire qu'il passe de buvette en buvette (tresna) et de bar en bar (taberna). Tous le monde est habillé avec des sacs de jute ou autres guenilles.
Le samedi, à partir de 9h00 dans les quartiers, les Kuestaziyua, petits et grands, qui sont des groupes de quartiers dont les femmes sont vêtus de poxpolin et les hommes en berger, vont quêter de la nourriture de ferme en ferme (Puska biltzea). Les visiteurs nettoient l'entrée de la maison avec un balai, chantent, dansent et jouent de la musique et en retour, la maison leur offre un apéritif ou autre chose en guise de remerciement. À 14:30 chaque quartier organise son déjeuner. En fin d'après-midi, chaque quadrille parcourt son quartier et partent tous se réunir sur la place de la mairie. Ensuite, ils jouent de la musique et fêtent toute la nuit.
Le dimanche, à 9h commencent les Dianas qui sont joués avec le txistu dans différentes rues. En après-midi les gens continuent de fêter dans les rues et les tavernes. En soirée, les Intxixuak, Basandreak et Sorginak quittent la place de la mairie, se disent au revoir avant de retourner à la grotte de Kataxulo. Pour finir, on allume le Suzko akerra (le bouc de feu), un bouc en bois qui avance à travers la foule, avec un feu et des feux d'artifice sur son dos, dans le même genre que le toro de fuego.

## Galerie

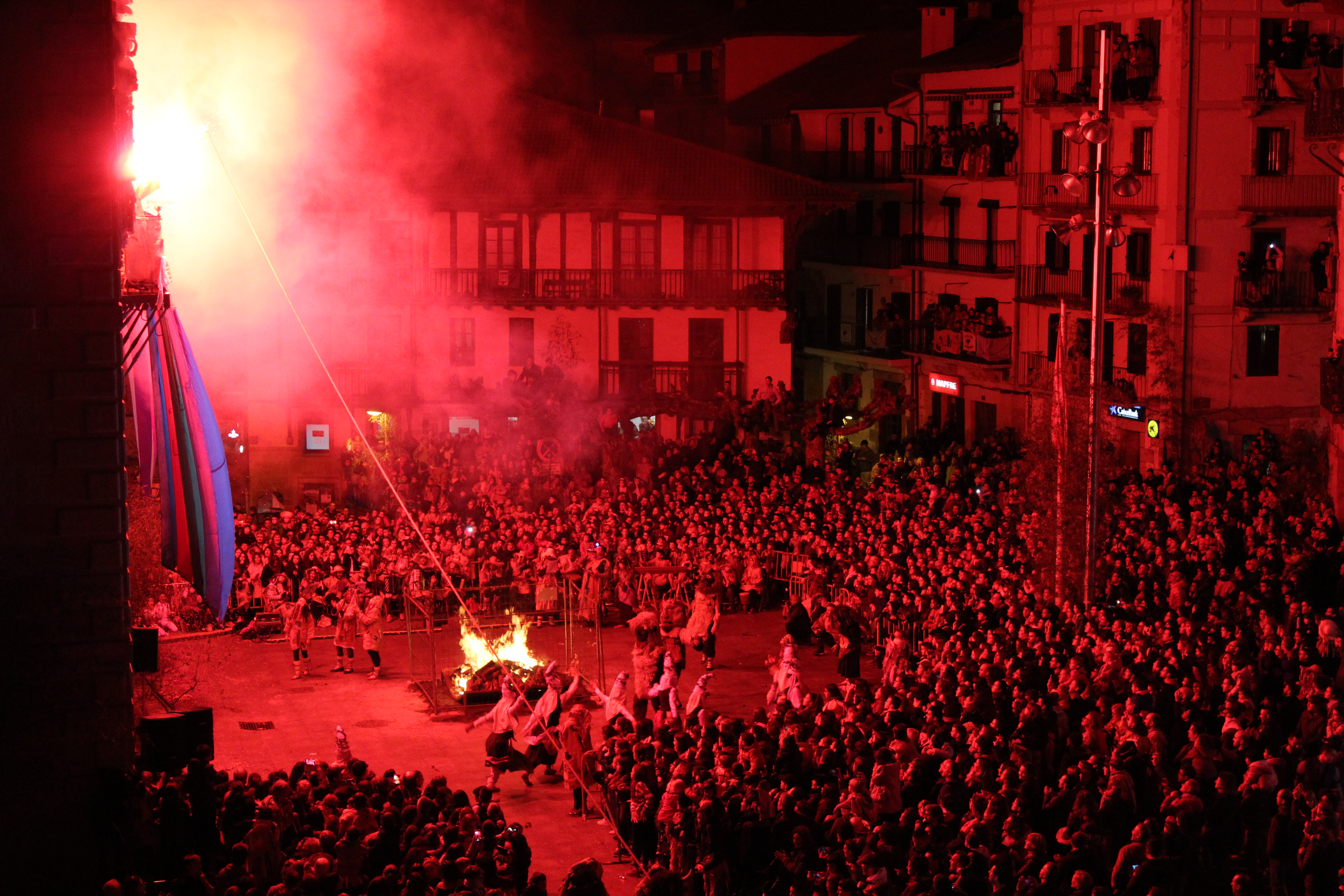
"Intxixuen etorrera"
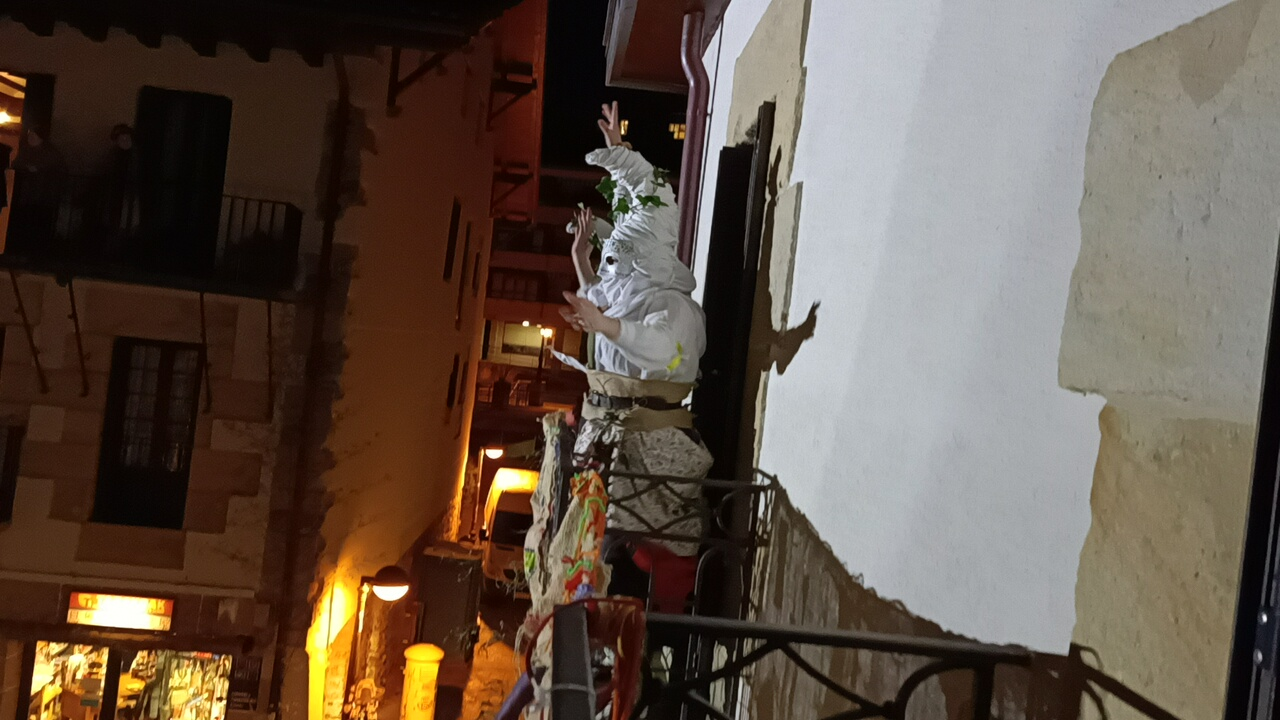
Les sorcières arrivent
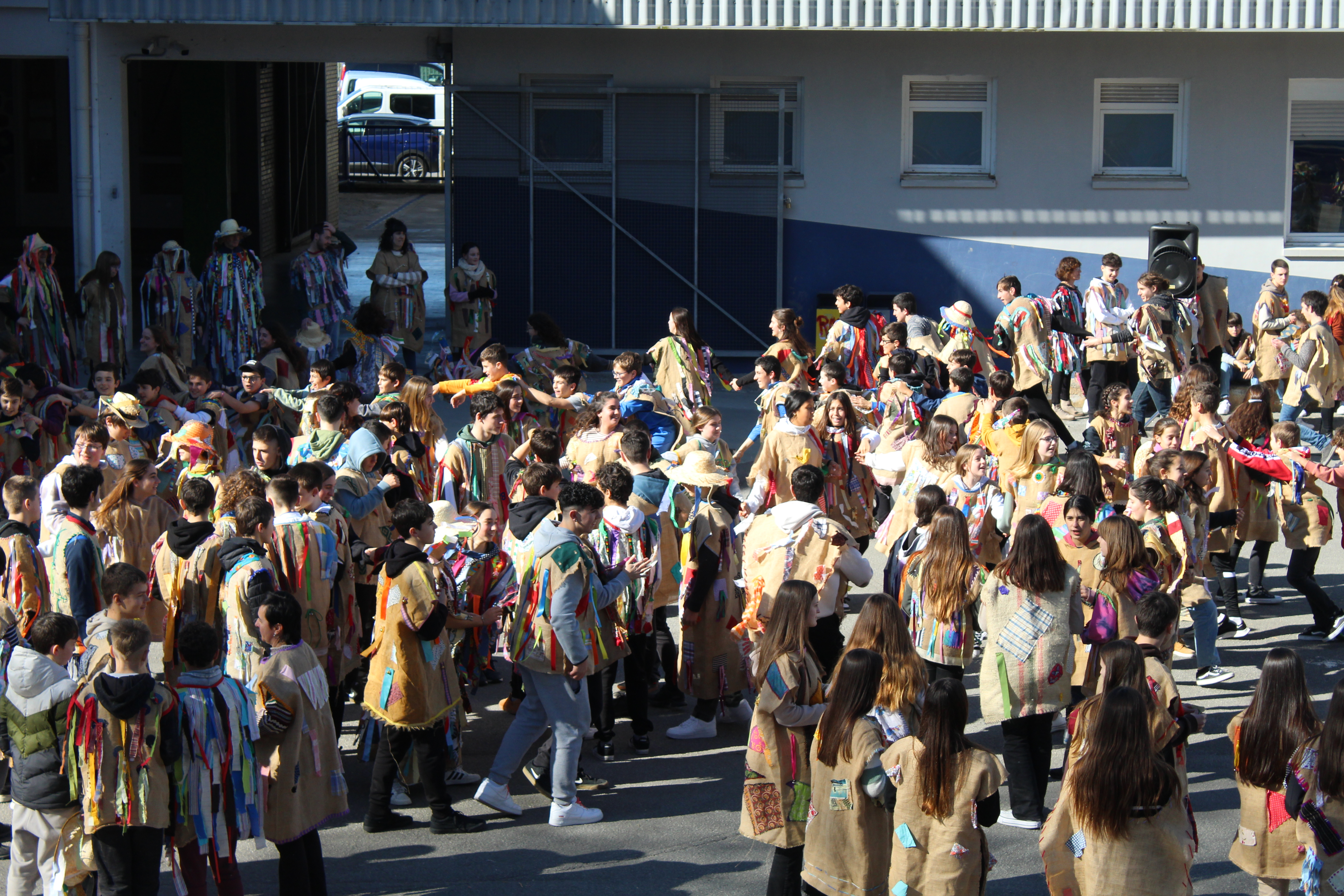
Dans la cour d'école
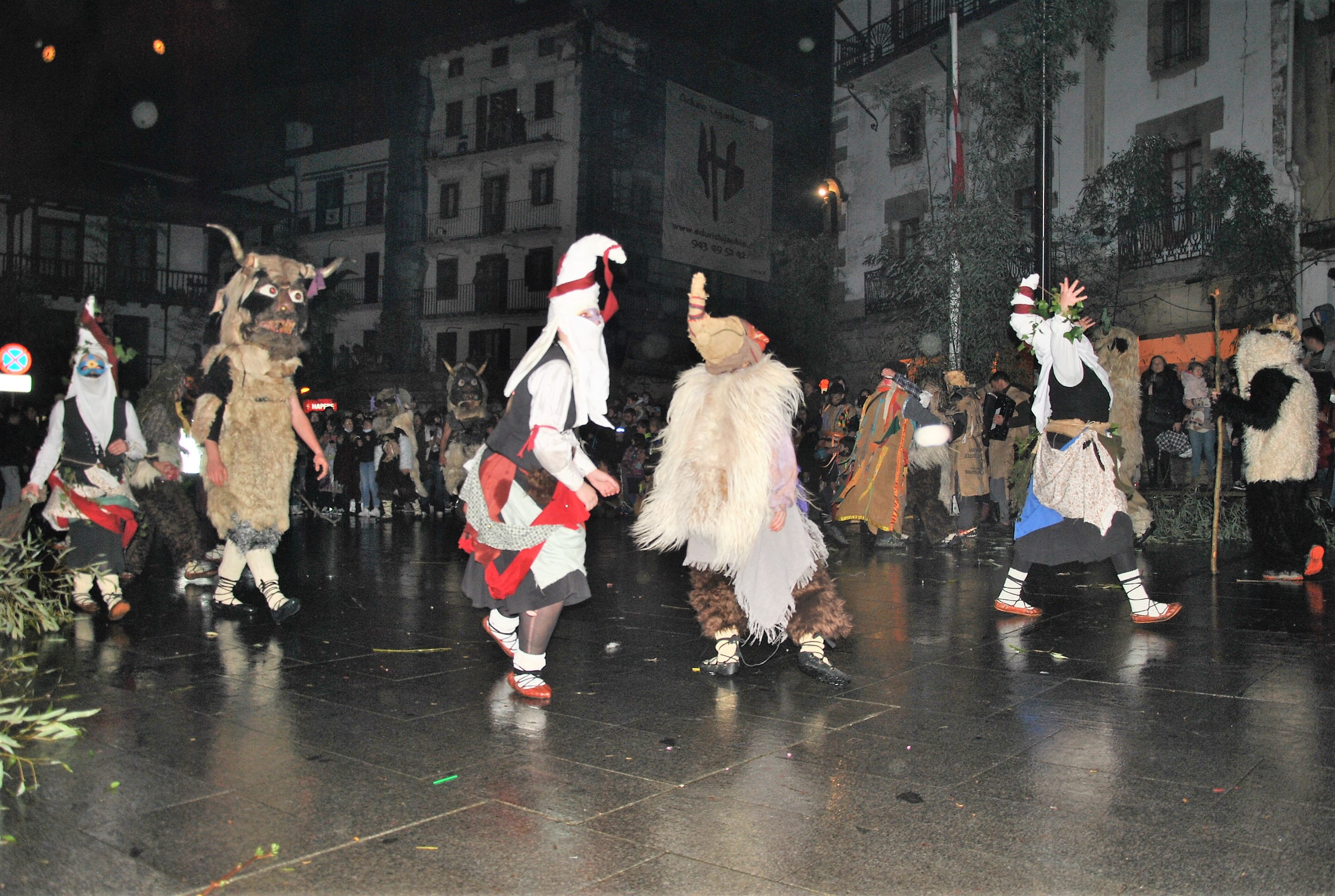
Sorginak, Basandreak et Intxixuak dansant
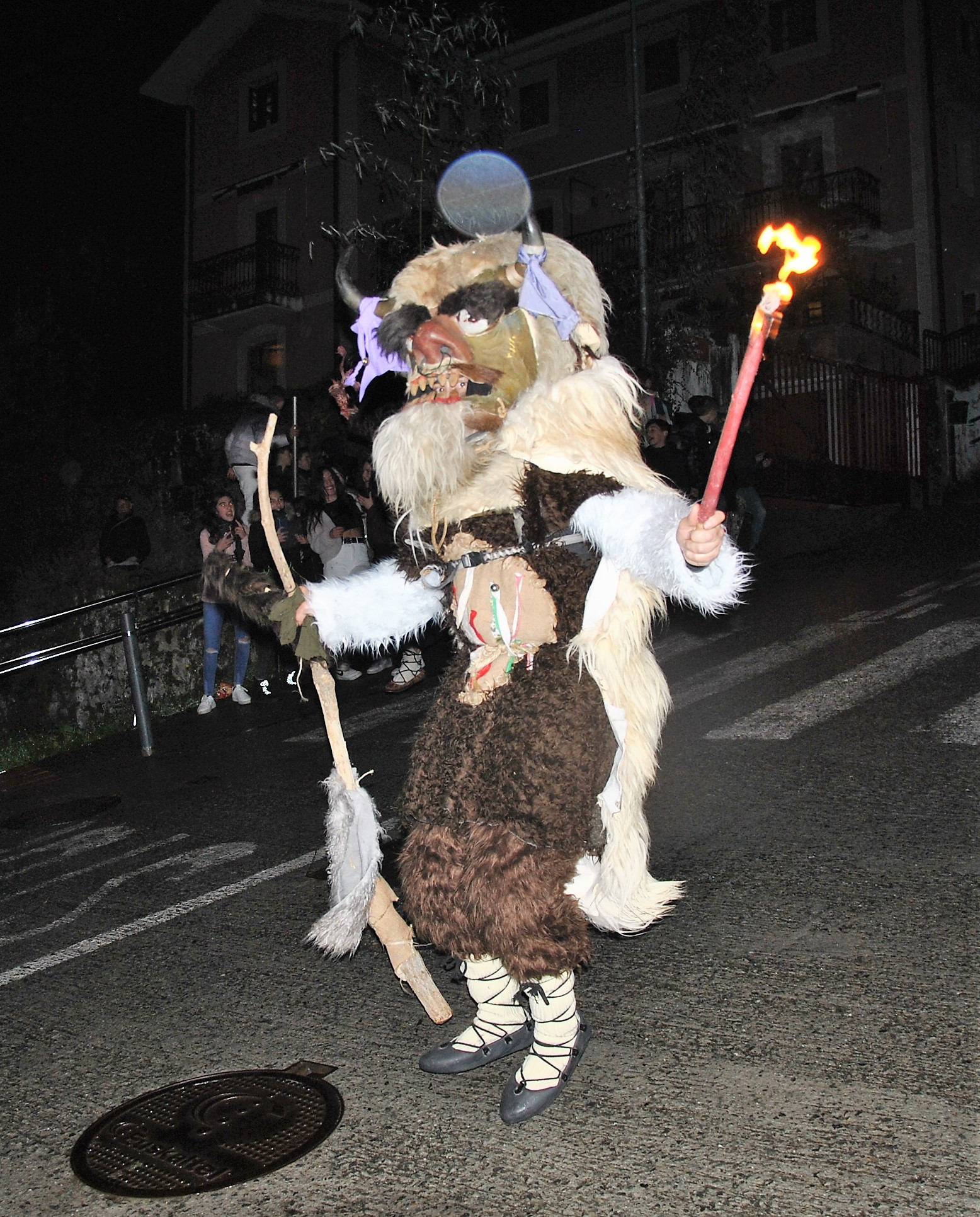
Intxixua
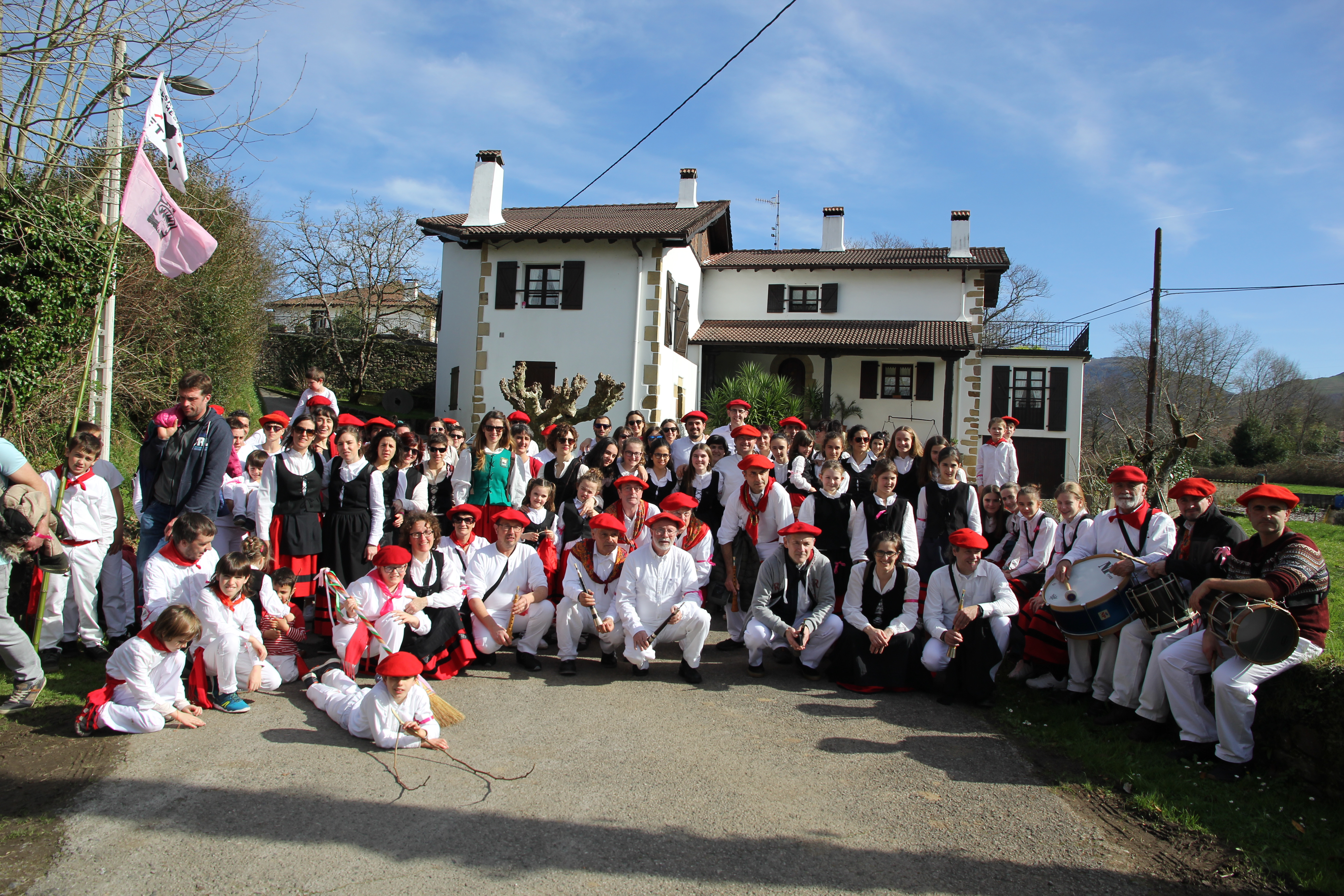
Groupe d'Altzibar
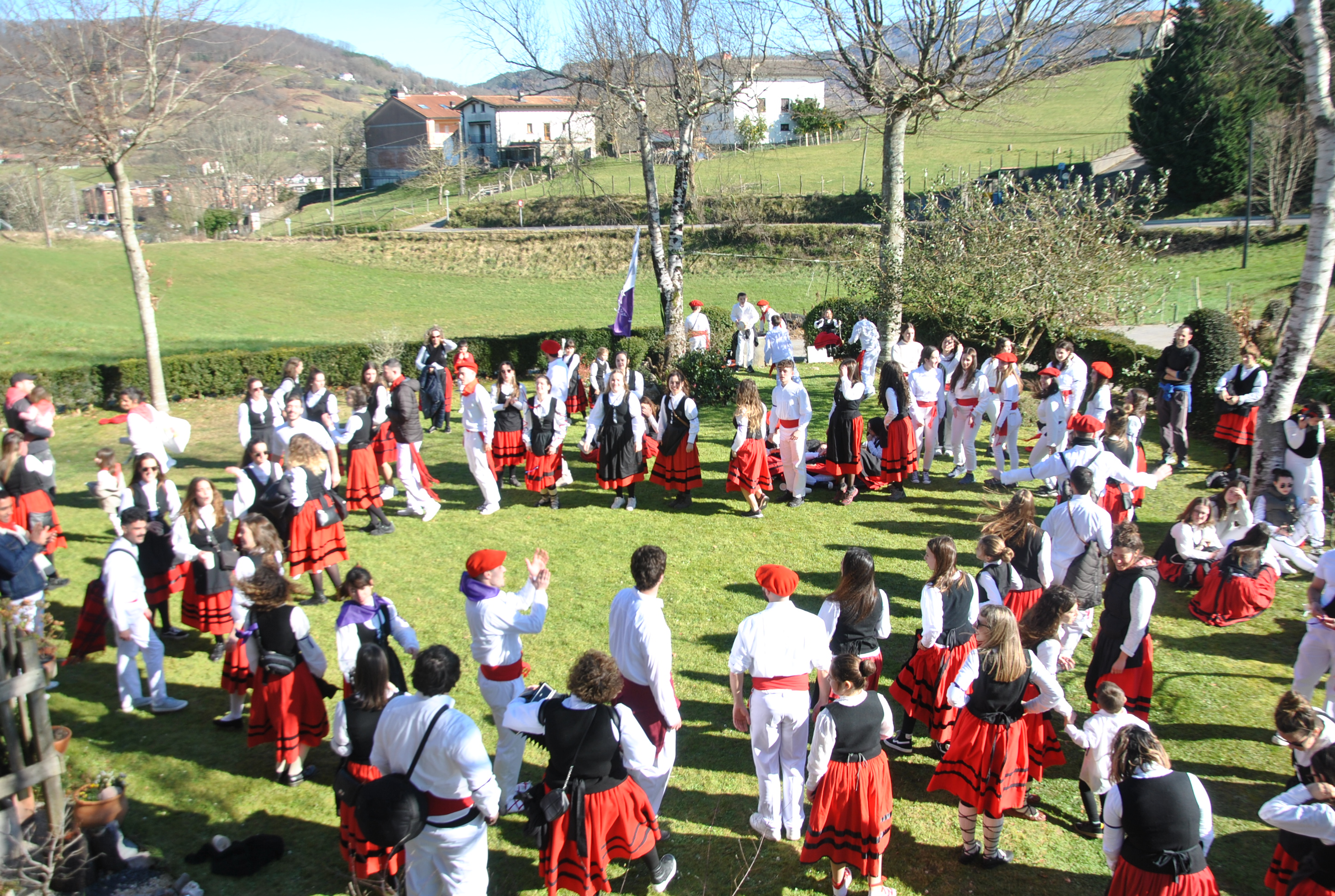
L'intendance d'Ugaldetxo
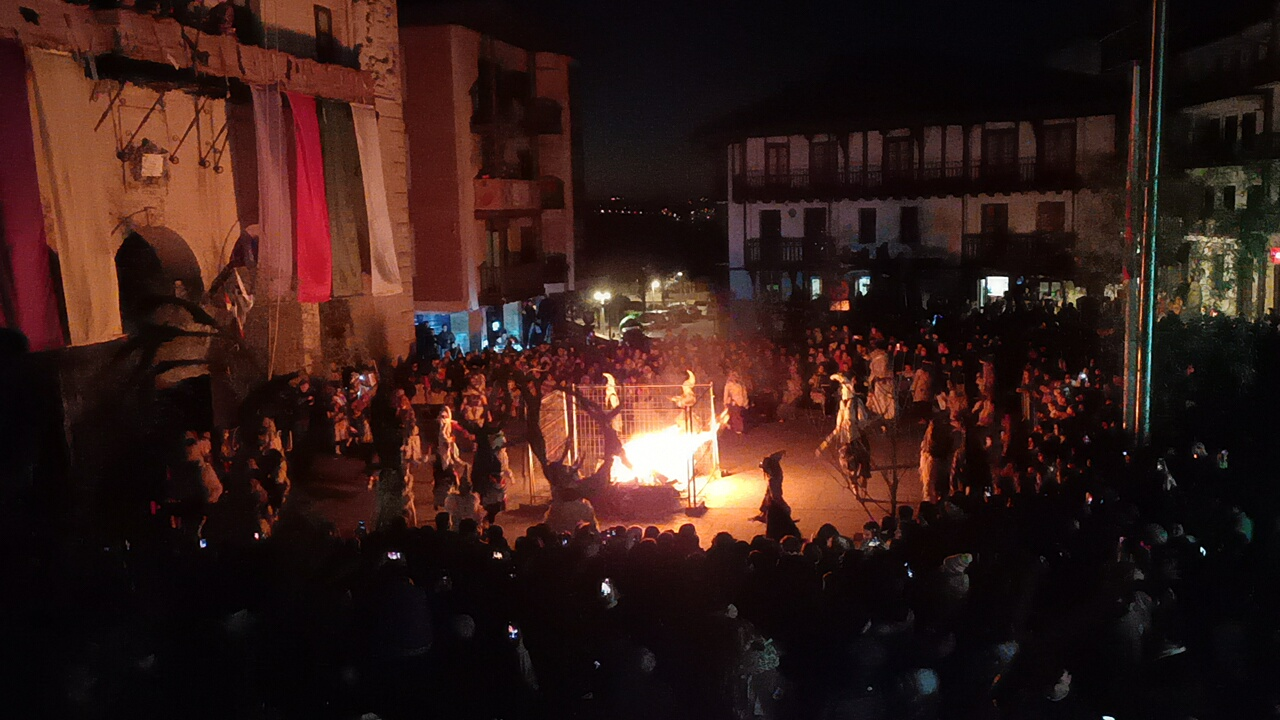
Au revoir en direction de Kataxulo